# کن (هنر رزمی)

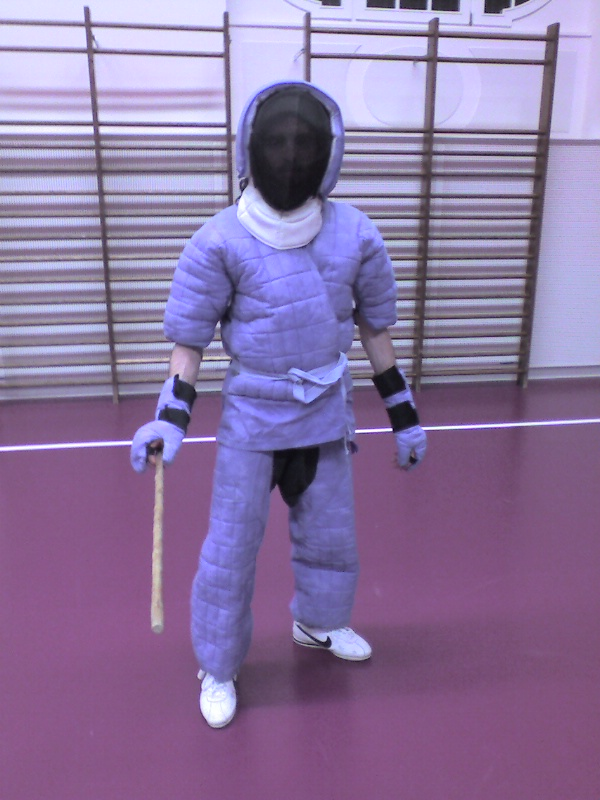
پوشش یک ورزشکار کن با سلاح چوب - ۲۰۰۶

کن یک هنر رزمی فرانسوی است که به ترجمهٔ فرانسوی معنای آن عصا است.

## تاریخچه
در فرانسه قرن نوزدهم به دلیل آمار بالای جرم و جنایت، قانونی وضع شد که بر اساس آن استفاده از سلاح گرم و سلاح‌های سرد برنده مانند چاقو و شمشیر ممنوع اعلام شد، اما در قانون، نامی از به کاربردن چوب به عنوان سلاح ممنوعه برده نشده بود. به همین سبب استفاده از چوب به عنوان سلاح دفاع از خود در برابر متجاوزان در شهرهای فرانسه به ویژه در میان مردان طبقه متوسط کاربرد زیادی پیدا کرد.
این ورزش در دهه ۱۹۷۰  توسط موریس ساری  نظم و ترتیب یافت و به عنوان یکی از استایل‌های بوکس فرانسوی زیرنظر فدراسیون ساواته فرانسه درآمد.

## روش مبارزه
در این روش مبارزه با لباس مخصوص و پوشش  محافظتی سر و صورت برگزار می شود. حمله و گریز مشخصه اصلی این سبک است.